# Мангри Магдалени та Санта-Марти
Мангри Магдалени та Санта-Марти (ідентифікатор WWF: NT1417) — неотропічний екорегіон мангрових лісів, розташований на півночі Колумбії.

## Географія
Екорегіон мангрів Магдалени та Санта-Марти охоплює ділянки мангрових лісів, поширені на узбережжі Карибського моря на півночі Колумбії, від затоки Ураба на заході до півострова Гуахіра на сході. Мангрові ліси екорегіону зустрічаються переважно у заболочених дельтах річок, у районах, де припливно-відпливні коливання підтримують баланс прісної та солоної води. Мангри простягаються лише на кілька кілометрів вглиб від морського узбережжя, де вони переходять у вологі ліси Чоко та Дар'єну (на заході), у сухі ліси долини Сіну (в центрі) та у склерофітні чагарники Гуахіри та Барранкільї (на сході).
Основні ділянки мангрових лісів екорегіону розташовані (із заходу на схід):
- на узбережжі затоки Ураба, зокрема в дельті річки Атрато;
- в дельті річки Сіну[en];
- на узбережжі затоки Морроскільйо[en];
- на узбережжі затоки Картахена[es], а також на сусідніх островах Росаріо[en];
- у болотах Сьєнага-Гранде-де-Санта-Марта[en], розташованих в гирлі річки Магдалена;
- у Національному парку Тайрона, розташованому біля підніжжя гірського масиву Сьєрра-Невада-де-Санта-Марта;
- на узбережжі затоки Хонда[es] на півночі півострова Гуахіра, лише за 60 км на захід від кордону з Венесуелою.

## Клімат
На більшій частині екорегіону переважає саванний клімат (Aw за класифікацією кліматів Кеппена), а на півострові Гуахіра — пустельний клімат (BWh за класифікацією Кеппена). Середня температура в регіоні становить 27 °C. Середньорічна кількість опадів коливається від 400 до 760 мм, тоді як річна евапотранспірація (кількість води, що випаровується) є втричі вищою і досягає 1400 мм. На клімат регіону значно впливає рух міжтропічної зони конвергенції, який призводить до формування двох сезонів дощів, які тривають з березня по травень та з жовтня по листопад. Під час цих періодів випадає до 70 % від річної кількості опадів. Протягом решти року спостерігаються два сезони посухи.

## Флора
У манграх регіону зустрічаються різні види мангрових дерев, зокрема червоні мангри (Rhizophora mangle), чорні мангри (Avicennia germinans) та білі мангри (Laguncularia racemosa), а також прямі конусоплідні мангри (Conocarpus erectus), які хоч і не є справжніми мангровими деревами, але часто зустрічаються у цих екосистемах. Поширення окремих видів визначається солоністю води та ступенем затоплення території.
Мангрові дерева виростають до 20—25 м заввишки, утворюючи мішані ліси. Ці ліси можуть мати різну структуру залежно від факторів навколишнього середовища, таких як геоморфологія узбережжя, амплітуда припливно-відпливних коливань, солоність морської та приток прісної води, надходження поживних речовин та кліматичні умови. Мангрові дерева розвинули спеціальні адаптації, які дозволяють їм витримувати високу солоність та періодичне затоплення. Однак непропорційне збільшення солоності або зменшення притоку прісної води, збільшення осадонакопичення та забруднення води, спричинені людською діяльністю, призвели до загибелі більше половини мангрів екорегіону за останнє століття, а разом з цим і до зменшення загального біорізноманіття.

## Фауна
Завдяки високій первинній продуктивності екорегіон забезпечує середовище існування для численних морських і прісноводних видів риб та безхребетних тварин, таких як мангрові устриці (Crassostrea rhizophorae), а також для багатьох видів водоплавних та коловодних птахів та плазунів. У мангрових лісах Сьєнага-Гранде-де-Санта-Марти зареєстровано 130 видів риб та 98 видів молюсків, що робить ці водно-болотні угіддя третім за важливістю джерелом рибних та інших гідробіологічних ресурсів країни після басейнів річок Ориноко та Магдалена.
Серед поширених в екорегіоні птахів слід відзначити червоного фламінго (Phoenicopterus ruber), червонодзьобого свистача (Dendrocygna autumnalis), велику чепуру (Ardea alba), мангрову чаплю (Butorides striata), чорногорлого квака (Nyctanassa violacea), широкодзьобого квака (Cochlearius cochlearius), рожевого косаря (Platalea ajaja), білого ібіса (Eudocimus albus), міктерію (Mycteria americana), гвіанського пастушка (Aramides axillaris), амазонійського рибалочку (Chloroceryle amazona), чорного канюка-крабоїда (Buteogallus anthracinus), золотистого пісняра-лісовика (Setophaga petechia), мангрового тамаруго (Conirostrum bicolor) та майже ендемічну колумбійську чайю (Chauna chavaria). Ендеміками екорегіону є сапфіровогруді колібрі-лісовички (Chrysuronia lilliae), які живуть майже виключно у мангрових лісах, зокрема на болоті Сьєнага-Гранде-де-Санта-Марта, а майже ендемічними його представниками — бронзові вашери (Molothrus armenti).
В мангрових заростях екорегіону зустрічається багато різноманітних ссавців, зокрема ягуари (Panthera onca), американські мазами (Mazama americana), ошийникові пекарі (Dicotyles tajacu), руді ревуни (Alouatta seniculus), бурогорлі лінивці (Bradypus variegatus), малі капібари (Hydrochoerus isthmius), ракуни-крабоїди (Procyon cancrivorus) та неотропічні видри (Lontra longicaudis). У лагуни регіону іноді запливають американські ламантини (Trichechus manatus), які живляться водною рослинністю. Серед поширених в екорегіоні плазунів слід відзначити гострорилого крокодила (Crocodylus acutus), крокодилового каймана (Caiman crocodilus) та звичайну ігуану (Iguana iguana). Ендеміками екорегіону є макондські полози (Atractus macondo).

## Збереження
Мангрові екосистеми екорегіону значно постраждали від розвитку сільського господарства та будівництва інфраструктури, зокрема будівництва автомагістралей між містами Сієнага та Барранкілья у 1956—1960 роках. У період між 1956 та 1987 роками площа мангрових лісів на північному узбережжі Колумбії скоротилася на 40,6 %. До 1993 року вона скоротилася на 56,6 %, а до 1995 року — на 63,8 %. Зменшення площі мангрових лісів призвело до втрата оселищ для великої кількості видів риб, птахів та бентосних організмів.
Основними загрозами для збереження природи регіону є вирубка мангрових лісів, надмірний вилов риби та забруднення води внаслідок промислової і сільськогосподарської діяльності. Основними природоохоронними територіями екорегіону є Національний природний парк коралів Росаріо та Сан-Бернардо, Національний природний парк Тайрона, Національний природний парк Ісла-де-Саламанка, Національний природний парк Баїя-Портете-Каурреле та Заповідник флори і фауни Сьєнага-Гранде-де-Санта-Марта.